# サン・サルヴォ
サン・サルヴォ（イタリア語: San Salvo）は、イタリア共和国アブルッツォ州キエーティ県にある、人口約20,000人の基礎自治体（コムーネ）。

## 地理

### 位置・広がり

#### 隣接コムーネ
隣接するコムーネは以下の通り。 括弧内のCBはカンポバッソ県（モリーゼ州）所属を示す。
- クペッロ
- モンテネーロ・ディ・ビザッチャ (CB)
- ヴァスト